# Kloster Niederviehbach
Das Kloster Niederviehbach ist ein ehemaliges Kloster der Augustinereremitinnen und heutiges Kloster der Dominikanerinnen in Niederviehbach in Bayern in der Diözese Regensburg.

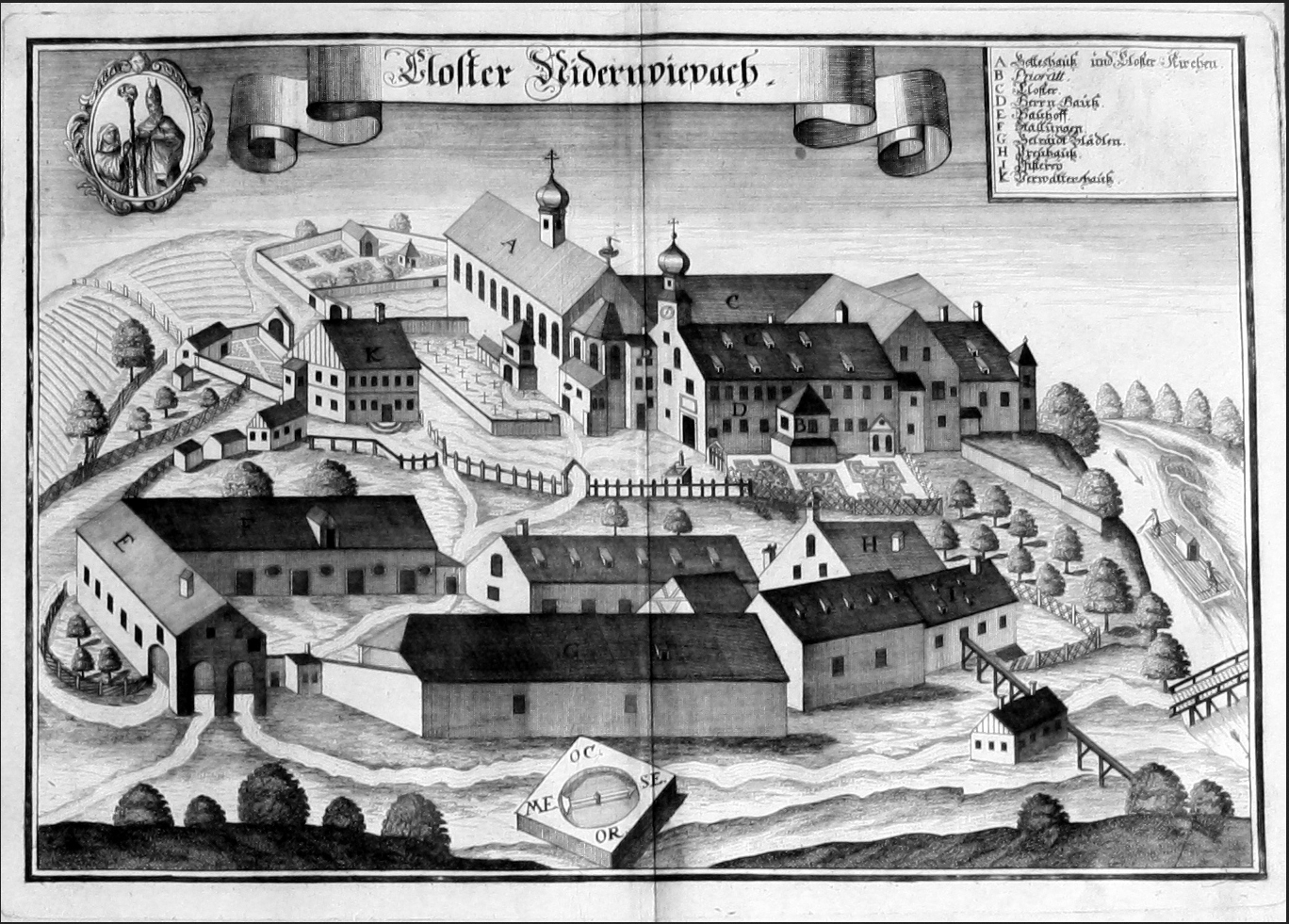
Kupferstich von Michael Wening 1701

## Geschichte
Das der heiligen Maria, deren Altar bereits 1233 geweiht wurde, und dem heiligen Augustinus geweihte Kloster wurde 1296 durch Graf Berengar von Leonsberg gegründet und war auch Residenz des Männerordens. Kloster und Pfarrkirche entstanden erst nach der Wende zum 14. Jahrhundert und wurden von 1670 bis 1690 grundlegend erneuert und erweitert. Zusätzliche Altäre entstanden im 17. und 18. Jahrhundert. Das Gnadenbild im Hochaltar stammt jedoch noch aus der ersten Bauphase zu Beginn des 14. Jahrhunderts, ein Kenotaph des Stifters befindet sich seit 1587 in einer Seitenkapelle. In den Jahren von 1731 bis 1733 wurde das Hauptgebäude nach Plänen von Johann Michael Fischer neu errichtet und 1785 erneut erweitert. Das Kloster wurde 1803 im Zuge der Säkularisation in Bayern aufgelöst. Wertgegenstände, Archivalien und Bücher kamen nach München. Der übrige Besitz und die Klostergebäude wurden verkauft und versteigert. Die Klosterapotheke blieb bestehen. 
1847 übernahmen Dominikanerinnen die Gebäude und errichteten ein Mädchenpensionat, das heute als Realschule St. Maria des Klosters der Dominikanerinnen Niederviehbach geführt wird.